# Paul Burke
Paul Burke (New Orleans, 21 juli 1926 - Palm Springs (Californië), 13 september 2009) was een Amerikaans acteur.
Paul Burke trok op het einde van de jaren 1940 naar Hollywood. Hij studeerde er twee jaar theater in Pasadena. In 1951 kreeg Burke van regisseur Lloyd Bacon zijn eerste filmrol: een kleine bijrol in de musical Call Me Mister met Betty Grable. Vanaf de jaren 1950 kreeg hij verschillende gastrollen in televisiereeksen, beginnende met Big Town, Highway Patrol, Navy Log en Dragnet.
Zijn bekendste rol werd deze van Detective Adam Flint in Naked City in de jaren 1960–1963 en later van Colonel Joe Gallagher in Twelve O’Clock High. In de jaren 1980 kreeg hij opnieuw een vaste rol als Senator McVane in  de soapserie Dynasty. Op het einde van de jaren 1980 was hij te zien in gastrollen in de reeksen Cagney and Lacey en Columbo. Voor zijn rol in Naked City werd Burke in de jaren 1960 tweemaal genomineerd voor een Emmy Award.
Burke speelde ook mee in een aantal speelfilms, zoals The Thomas Crown Affair en Valley of the Dolls. Zijn laatste filmrol was in de speelfilm The Fool uit 1990.
- Biblioteca Nacional de España: XX1492400
- Bibliothèque nationale de France: cb14160326n (data)
- Gemeinsame Normdatei: 17359204X
- International Standard Name Identifier: 0000 0000 8187 0016
- Library of Congress Control Number: n95108645
- Nationale Bibliotheek van Tsjechië: xx0176971
- SNAC: w6m47fcr
- Système universitaire de documentation: 243755295
- Virtual International Authority File: 117922281
- WorldCat: E39PBJxmJwwFTWCb6bh6yQv8md